# Jœuf
Jœuf és un municipi francès situat al departament de Meurthe i Mosel·la i a la regió del Gran Est. L'any 2007 tenia 6.993 habitants.

## Demografia

### Població
El 2007 la població de fet de Jœuf era de 6.993 persones. Hi havia 3.205 famílies, de les quals 1.244 eren unipersonals (408 homes vivint sols i 836 dones vivint soles), 962 parelles sense fills, 701 parelles amb fills i 298 famílies monoparentals amb fills.
La població ha evolucionat segons el següent gràfic:
Habitants censats

### Habitatges
El 2007 hi havia 3.538 habitatges, 3.259 eren l'habitatge principal de la família, 10 eren segones residències i 268 estaven desocupats. 1.944 eren cases i 1.451 eren apartaments. Dels 3.259 habitatges principals, 1.932 estaven ocupats pels seus propietaris, 1.266 estaven llogats i ocupats pels llogaters i 61 estaven cedits a títol gratuït; 149 tenien una cambra, 294 en tenien dues, 710 en tenien tres, 1.270 en tenien quatre i 837 en tenien cinc o més. 1.850 habitatges disposaven pel capbaix d'una plaça de pàrquing. A 1.579 habitatges hi havia un automòbil i a 781 n'hi havia dos o més.

### Piràmide de població
La piràmide de població per edats i sexe el 2009 era:
| Homes | Edats   | Dones |
| ----- | ------- | ----- |
| 0     | 95 o +  | 4     |
| 16    | 90 a 94 | 32    |
| 36    | 85 a 89 | 88    |
| 56    | 80 a 84 | 64    |
| 168   | 75 a 79 | 324   |
| 232   | 70 a 74 | 284   |
| 260   | 65 a 69 | 304   |
| 212   | 60 a 64 | 324   |
| 152   | 55 a 59 | 164   |
| 256   | 50 a 54 | 188   |
| 224   | 45 a 49 | 240   |
| 184   | 40 a 44 | 256   |
| 296   | 35 a 39 | 280   |
| 232   | 30 a 34 | 252   |
| 244   | 25 a 29 | 188   |
| 132   | 20 a 24 | 164   |
| 208   | 15 a 19 | 204   |
| 212   | 10 a 14 | 220   |
| 200   | 5 a 9   | 236   |
| 168   | 0 a 4   | 132   |

## Economia
El 2007 la població en edat de treballar era de 4.115 persones, 2.816 eren actives i 1.299 eren inactives. De les 2.816 persones actives 2.287 estaven ocupades (1.241 homes i 1.046 dones) i 529 estaven aturades (266 homes i 263 dones). De les 1.299 persones inactives 356 estaven jubilades, 365 estaven estudiant i 578 estaven classificades com a «altres inactius».

### Ingressos
El 2009 a Jœuf hi havia 3.207 unitats fiscals que integraven 6.893,5 persones, la mediana anual d'ingressos fiscals per persona era de 14.488 €.

### Activitats econòmiques
Dels 247 establiments que hi havia el 2007, 4 eren d'empreses extractives, 7 d'empreses alimentàries, 6 d'empreses de fabricació d'altres productes industrials, 27 d'empreses de construcció, 63 d'empreses de comerç i reparació d'automòbils, 7 d'empreses de transport, 23 d'empreses d'hostatgeria i restauració, 2 d'empreses d'informació i comunicació, 17 d'empreses financeres, 25 d'empreses immobiliàries, 13 d'empreses de serveis, 28 d'entitats de l'administració pública i 25 d'empreses classificades com a «altres activitats de serveis».
Dels 74 establiments de servei als particulars que hi havia el 2009, 1 era una comissaria de policia, 1 oficina de correu, 7 oficines bancàries, 1 funerària, 3 tallers de reparació d'automòbils i de material agrícola, 1 autoescola, 2 paletes, 5 guixaires pintors, 3 fusteries, 6 lampisteries, 4 electricistes, 1 empresa de construcció, 10 perruqueries, 1 veterinari, 1 agència de treball temporal, 16 restaurants, 5 agències immobiliàries, 1 tintoreria i 5 salons de bellesa.
Dels 32 establiments comercials que hi havia el 2009, 3 eren supermercats, 1 una gran superfície de material de bricolatge, 1 una botiga de més de 120 m², 5 fleques, 2 carnisseries, 2 llibreries, 7 botigues de roba, 2 botigues d'equipament de la llar, 1 una sabateria, 1 una botiga d'electrodomèstics, 1 una botiga de mobles, 1 un drogueria, 1 una perfumeria i 4 floristeries.
L'any 2000 a Jœuf hi havia 3 explotacions agrícoles.

## Equipaments sanitaris i escolars
El 2009 hi havia 1 hospital de tractaments de curta durada, 1 hospital de tractaments de mitja durada (seguiment i rehabilitació, 1 un hospital de tractaments de llarga durada, 1 centre de salut, 5 farmàcies i 2 ambulàncies.
El 2009 hi havia 3 escoles maternals i 3 escoles elementals. Jœuf disposava d'un col·legi d'educació secundària amb 164 alumnes.

## Poblacions més properes
El següent diagrama mostra les poblacions més properes.